# Randy Oglesby
Thomas Randell Oglesby (geboren in 1949), over het algemeen bekend als Randy Oglesby maar soms als Thomas Oglesby, is een Amerikaans acteur, die vooral bekend is door zijn terugkerende rol als Degra in Star Trek: Enterprise. 

## Filmografie

### Films
| Jaar | Titel                           | Rol                        |
| ---- | ------------------------------- | -------------------------- |
| 1985 | Pale Rider                      | Elam                       |
| 1988 | Bad Dreams                      | Cynthia's Politieman       |
| 1993 | The Hit List                    | Det. Wilcher               |
| 1995 | Candyman: Farewell to the Flesh | Heyward Sullivan           |
| 1996 | Independence Day                | Mike Dodge                 |
| 1997 | Liar Liar                       | Detective Bryson           |
| 1997 | Nothing to Lose                 | Sheriff Earl               |
| 1998 | Patch Adams                     | Pinstriped Man             |
| 1999 | Idle Hands                      | Sheriff Buchanan           |
| 2000 | Blessed Art Thou                | Eustace                    |
| 2001 | Pearl Harbour                   | Strategisch Analist        |
| 2002 | We Were Soldiers                | Lt. Col. List              |
| 2003 | Bringing Down the House         | FBI Agent                  |
| 2005 | The Island                      | Chirurg                    |
| 2005 | Shopgirl                        | Tom                        |
| 2008 | The Onion Movie                 | Chirurg Generaal           |
| 2010 | Unthinkable                     | Mr. Bradley                |
| 2012 | Argo                            | Pat Horan                  |
| 2013 | The Lone Ranger                 | Aandeelhouder              |
| 2016 | Game of Aces                    | Generaal Rupert Graves III |

### Televisieseries
Oglesby is vooral bekend door terugkerende rol als Degra in Star Trek: Enterprise. Hij is ook bekend om zijn andere Star Trek rollen, waaronder kapitein Trena'L in de Star Trek: Enterprise aflevering "Unexpected", de Miradorn tweeling, Ah-Kel en Ro-Kel, in de Star Trek: Deep Space Nine aflevering "Vortex", Silaran Prin in "The Darkness and the Light" en als de telepathische alien Kir in "Counterpoint", een seizoen 5 aflevering van Star Trek Voyager. In Star Trek: The Next Generation, Seizoen 2 Aflevering 5, "Loud as a Whisper", speelde hij een van de drie Tolken die bekend staan als Riva's Chorus.
Overige verschijningen in televisieseries:
- Angel (1999-2004) als professor Seidel in aflevering "Supersymmetry".
- The X-Files (1993 - 2002) als eerwaarde Mackee in aflevering "Signs and Wonders".
- Columbo (1968 - 2003) als Joshua Vinten (manager van een winkel waar formele kleding wordt verhuurd) in de op een na laatste aflevering van de tv-serie Columbo (Murder With Too Many Notes).
- General Hospital (1963 - heden) als Huell.
- Studio 60 on the Sunset Strip (2006) als vader van Tom Jeter.
- Mad Men (2007 - 2015) als Bethlehem Steel-directeur Walter Veith in de aflevering "New Amsterdam".
- Godless (2017) als Asa Leopold.[1]
- WandaVision (2021) als dokter Stan Nielson in aflevering 3.[2]

### Videospellen
In 2011 speelde Oglesby de rol van Capt. Lachlan McKelty in het videospel L.A. Noire, dat werd ontwikkeld door Team Bondi en Rockstar Games.